# Miloš Stanimirović
Miloš Stanimirović, srbski general, * 5. november 1920, † 2. september 2007.

## Življenjepis
Stanimirović, študent Tehniške fakultete v Beogradu, se je leta 1941 pridružil NOVJ in naslednje leto KPJ. Med vojno je bil politični komisar več enot.
Po vojni je bil poveljnik divizije, načelnik oddelka in uprave v Generalštabu JLA,...